# Syrsjön
Syrsjön är en sjö i Forshaga kommun i Värmland och ingår i Göta älvs huvudavrinningsområde. Sjön är 6,7 meter djup, har en yta på 0,777 kvadratkilometer och befinner sig 53,5 meter över havet.

## Delavrinningsområde
Syrsjön ingår i det delavrinningsområde (660955-136955) som SMHI kallar för Ovan VDRID = Tjärnsälven i Göta älvs vattendragsy*. Medelhöjden är 75 meter över havet och ytan är 6,81 kvadratkilometer. Räknas de 436 avrinningsområdena uppströms in blir den ackumulerade arean 11 047,28 kvadratkilometer. Avrinningsområdets utflöde Göta älv (Röa) mynnar i havet. Avrinningsområdet består mestadels av skog (51 procent) och jordbruk (13 procent). Avrinningsområdet har 1,19 kvadratkilometer vattenytor vilket ger det en sjöprocent på 17,5 procent. Bebyggelsen i området täcker en yta av 0,57 kvadratkilometer eller 8 procent av avrinningsområdet.